# ألفرد كوكي
ألفرد كوكي (بالإنجليزية: Alfred Cooke)‏ هو لاعب اتحاد الرغبي نيوزلندي، ولد في 1870 في كرايستشرش في نيوزيلندا، وتوفي في 3 يونيو 1900 في Lake Ellesmere / Te Waihora ‏ في نيوزيلندا.